# Fondation Deutsch de la Meurthe
La Fondation Émile et Louise Deutsch de la Meurthe est une résidence pour étudiants faisant partie de la Cité internationale universitaire de Paris.

## Histoire

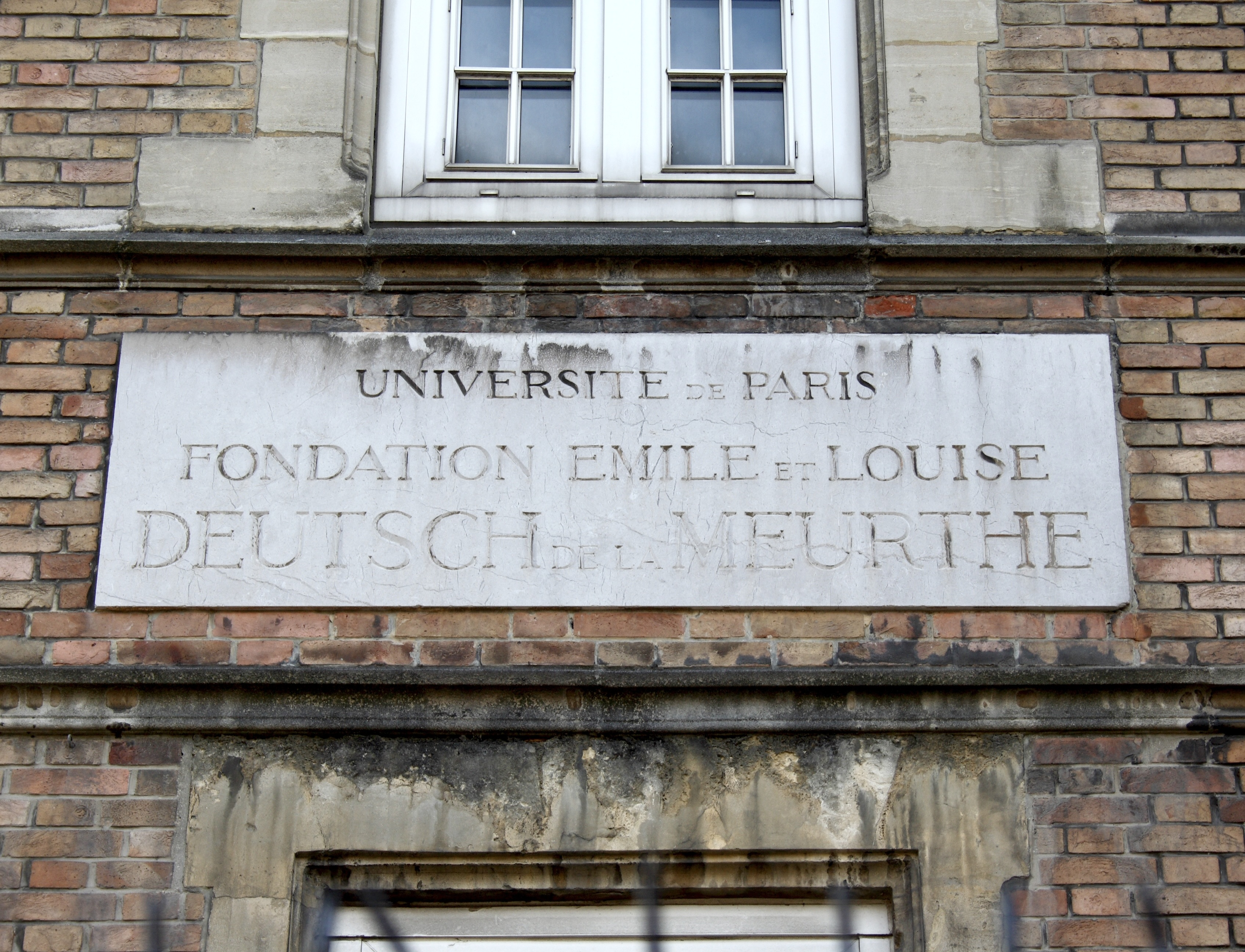

Le décret du 18 novembre 1922 autorisait l'université de Paris à accepter la donation d'Émile Deutsch de la Meurthe et reconnaissait d'utilité publique la fondation qui devait porter son nom et celui de son épouse. Le mercredi 9 mai 1923 avait lieu la cérémonie de la pose de la première pierre.
La fondation Émile et Louise Deutsch de la Meurthe regroupe, autour de son pavillon central, de son beffroi et de son horloge, six bâtiments d'habitation qui portent des noms d'universitaires ayant occupé de hautes fonctions administratives ou de savants ayant honoré l'université de Paris. Construits par Lucien Bechmann dans un style traditionnel, qui évoque les universités anglaises, les bâtiments, inaugurés au printemps de 1925, sont les premières constructions de la Cité universitaire.

## La Fondation aujourd'hui

Inscrit partiellement en 1998 à l'inventaire supplémentaire des monuments historiques puis en totalité par un arrêté d'inscription du 14 décembre 2023, la fondation contribue à la qualité du patrimoine architectural de la Cité.
Une campagne de rénovation a été engagée pour l'adaptation aux critères actuels de confort : elle débuta en 2005 par le pavillon Curie, dont les logements ont été réservés aux chercheurs. La réhabilitation des différents pavillons (Pasteur, central, Appell, Liard, Gréard et Poincaré) a été menée dans la continuité et porta sur l’acoustique, la zinguerie et les façades.

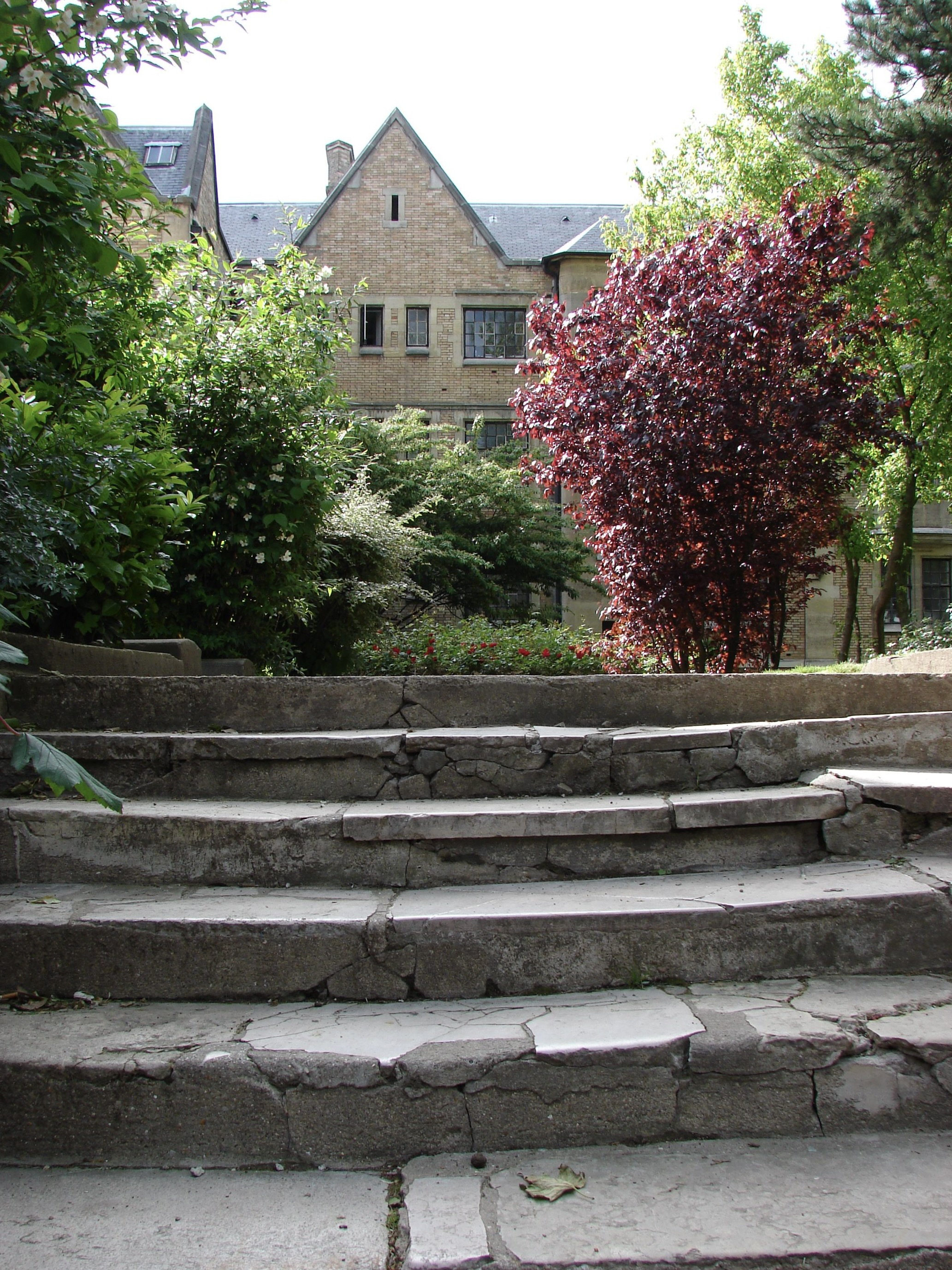
Pavillon Gréard
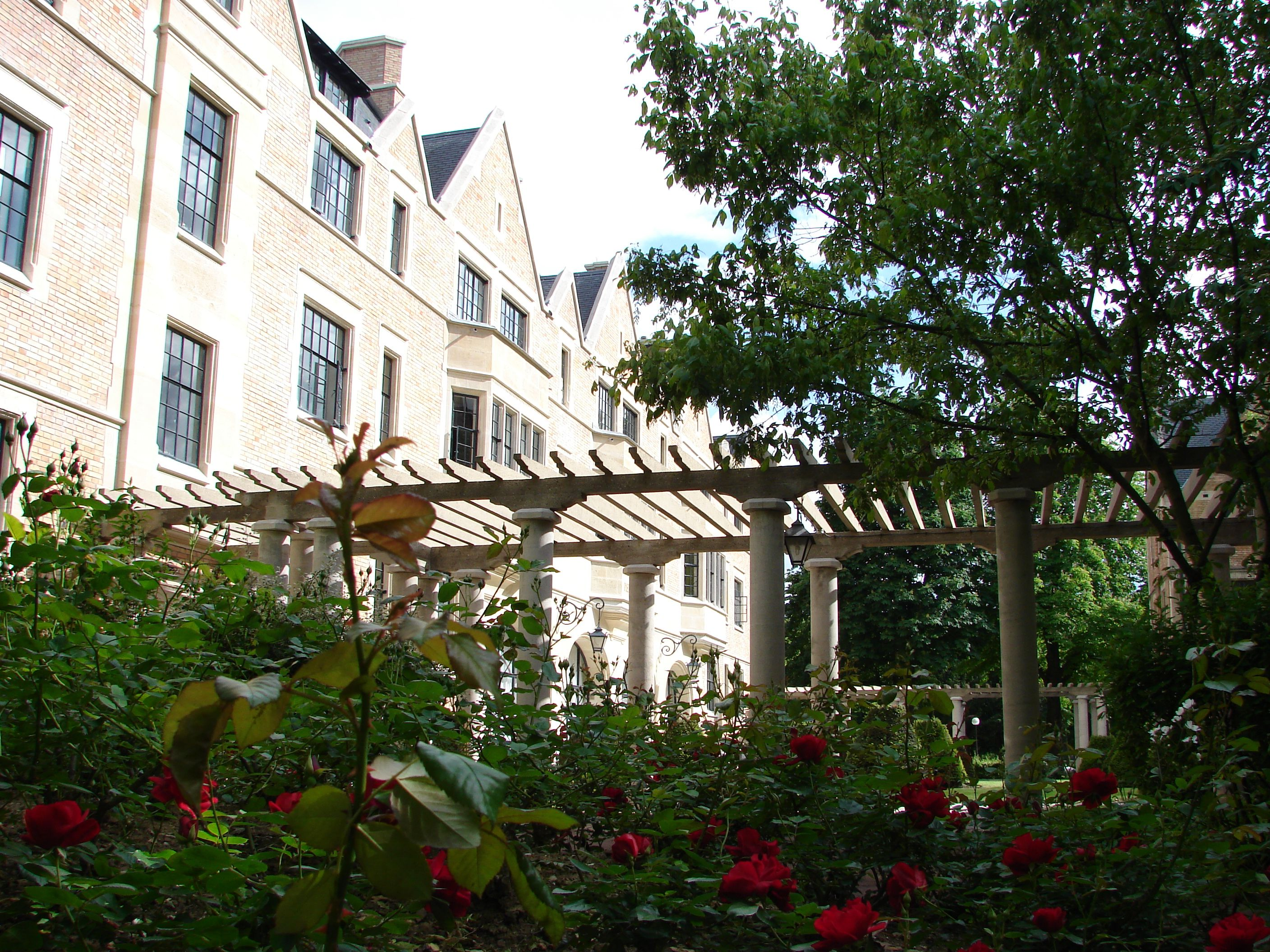
Pavillon Curie
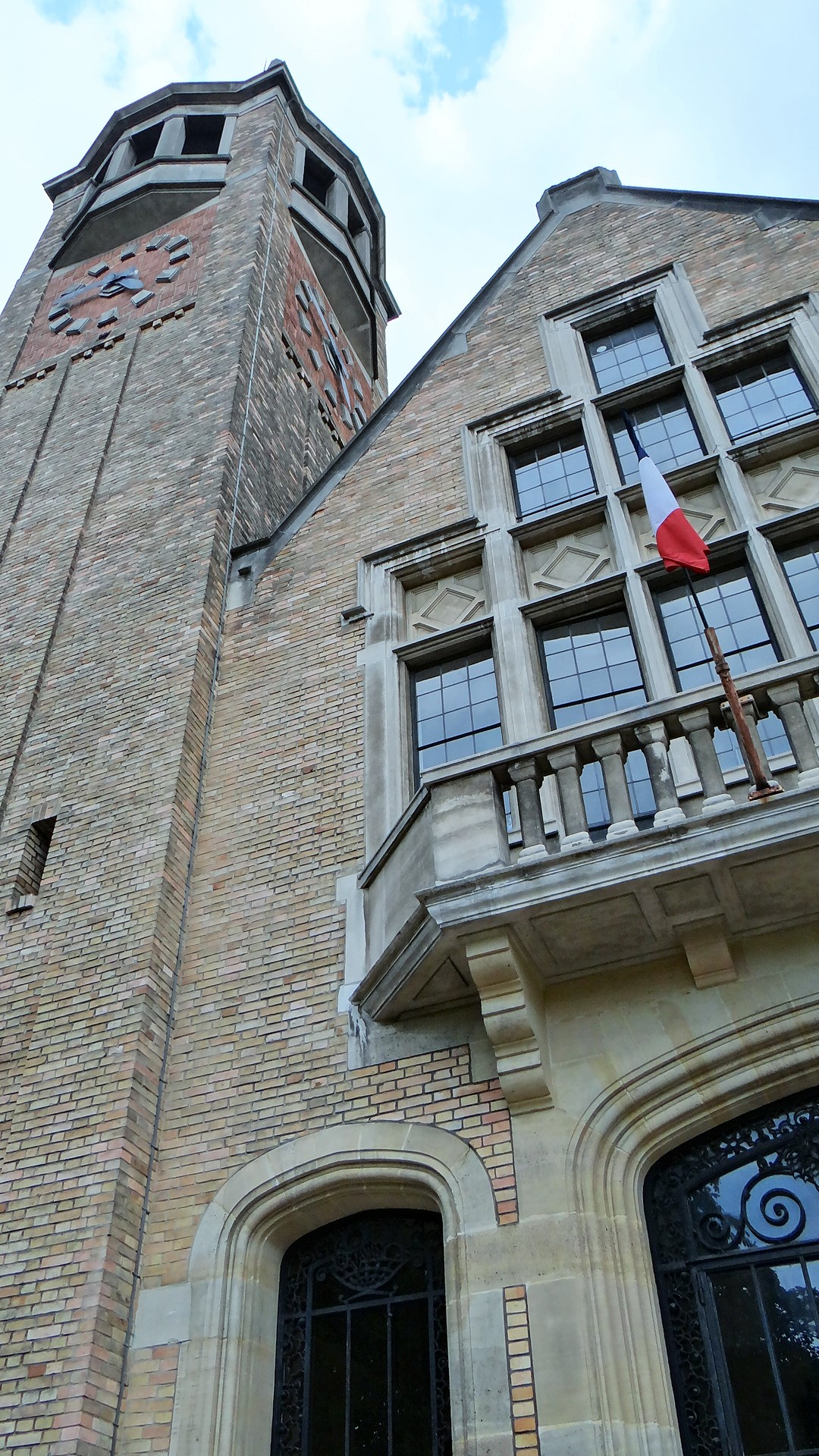
Bâtiment central
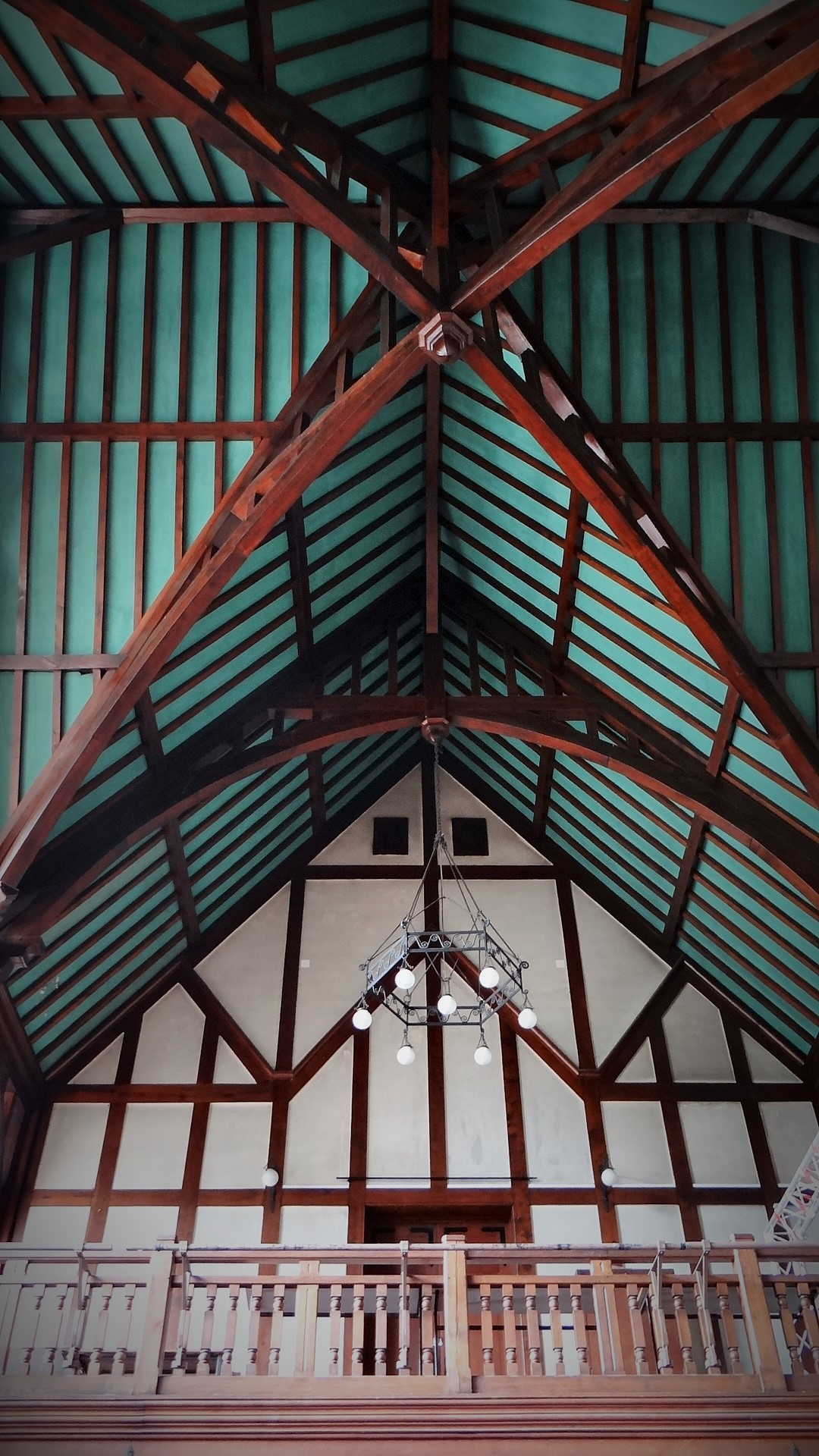
Charpente du bâtiment central
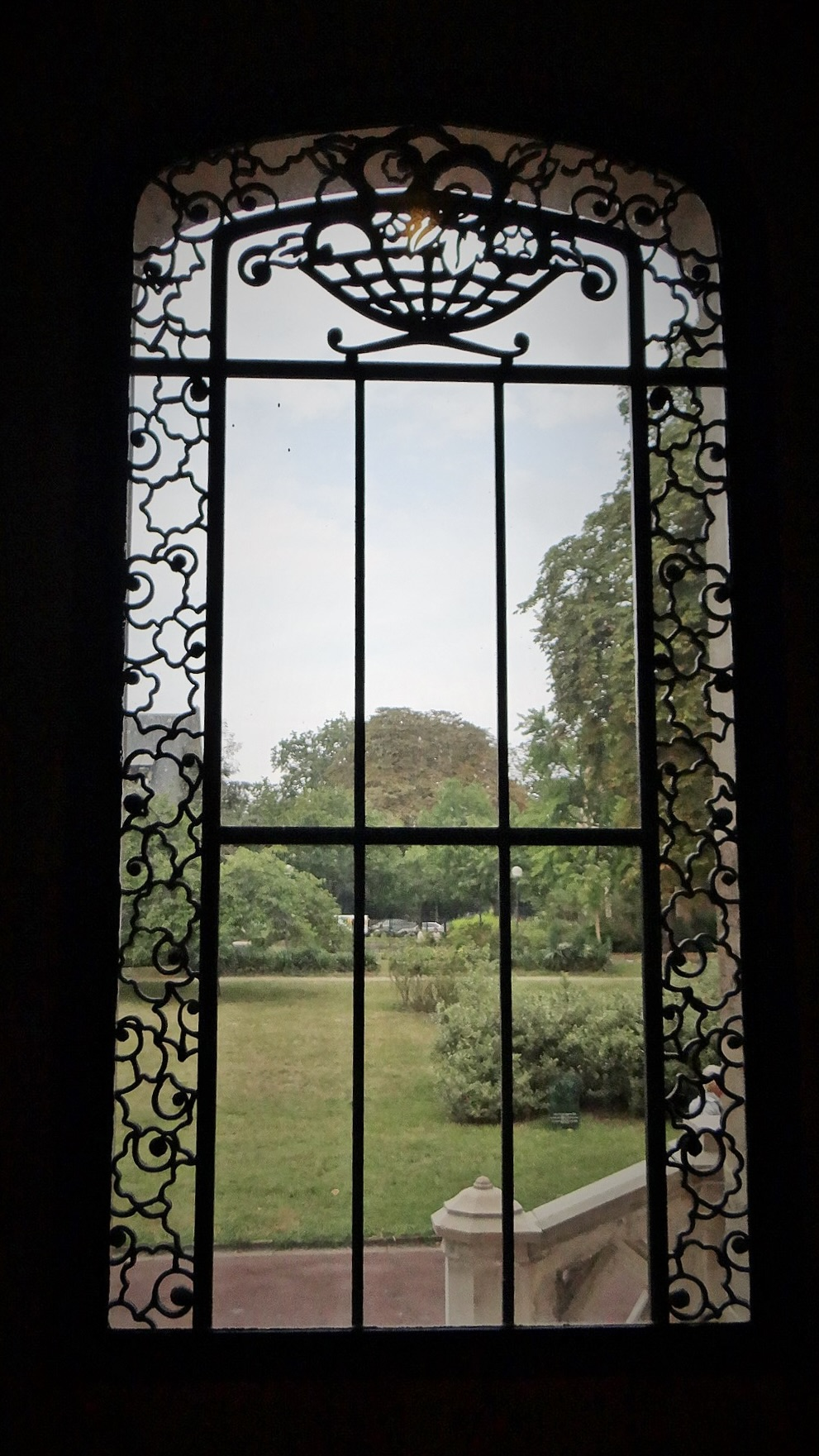
Fenêtre du bâtiment central
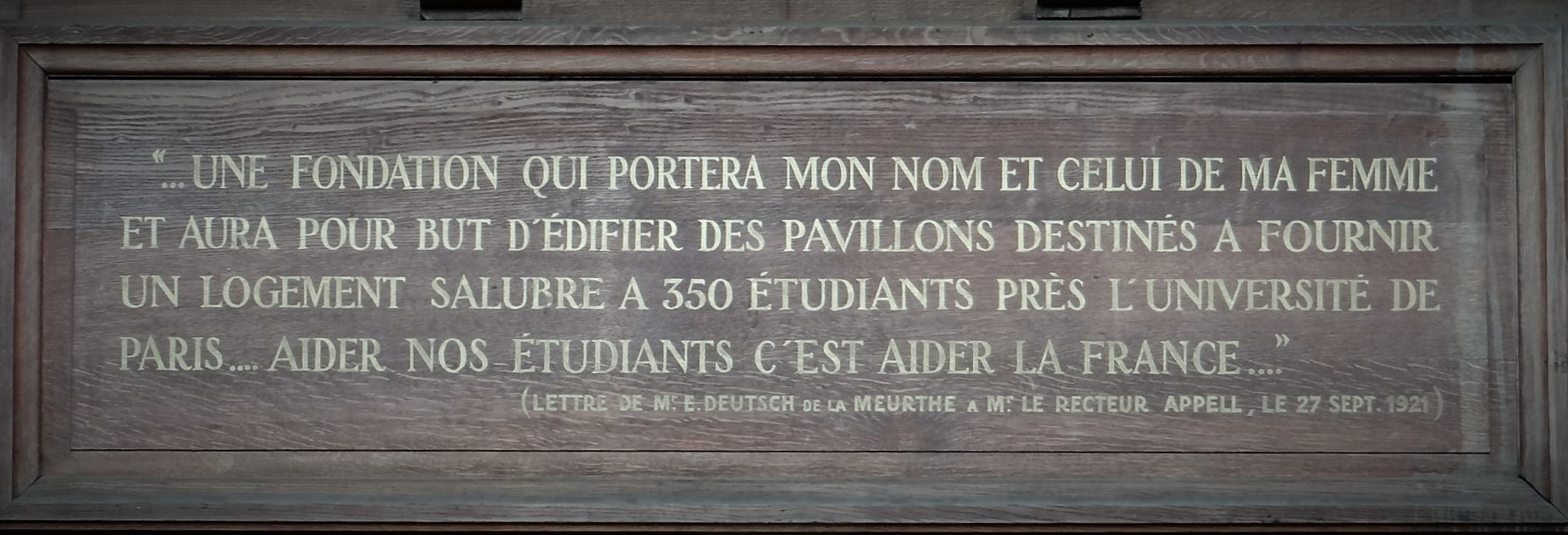
Citation visible dans le bâtiment principal

## Anciens résidents célèbres
- Raymond Barre

- Habib Bourguiba (1903-2000, résident de 1925 à 1926) Premier Président de la Tunisie. Au cours de mon deuxième séjour dans la capitale française, je parvins à obtenir une chambre à la cité universitaire, Maison Deutch de la Meurthe, fondée par une riche personnalité du même nom, au profit des étudiants. On y logeait gratuitement. On bénéficiait du service d'un restaurant. La nourriture y était copieuse et saine. Ma chambre portait le numéro 114. , Tiré du journal La Presse[2].

- Jean Dries (1905-1973, résident de 1927 à 1930) Artiste peintre[3].

- Paul Guth (1931-1933) Passer du lycée Louis le Grand à la Cité Universitaire, c'était s'évader d'une prison de Piranèse pour s'ébattre parmi les fleurs de I'Éden. Je fus admis à la Fondation Deutsch de la Meurthe, une espèce de délicieux béguinage flamand. Des pavillons dispersés sur les pelouses. Des allées serpentant entre les arbres. Un pavillon central surmonté d'un riant beffroi…J'avais une chambre individuelle, une chambre à moi, pour moi, où personne n'avait le droit de fourrer son nez…Ma liberté m'effrayait. Je pouvais trop tout : me tuer de labeur jour et nuit, ou me tourner les pouces...Vue de la Cité, la Sorbonne reculait dans une autre galaxie... ici nous étions dans un [sic] oasis de verdure... Paul Guth, Une enfance pour la vie (Ed. Plon, Paris, 1985)[2].

- Jean-Paul Sartre

- Léopold Sédar Senghor (1931-1934) Écrivain et homme politique, ancien Président de la République du Sénégal. C'est certainement à la Cité Universitaire que j'ai fourni le travail le plus constant, sinon le plus acharné. Je travaillais dix heures par jour. Mais, du samedi à dix-huit heures au lundi matin, c'était le repos et la distraction : théâtre, cinéma, concert, musée, mais aussi soirée, ou plutôt matinée dansante, du dimanche et, de préférence, à la Cité Universitaire. Souvenirs transmis à l'Alliance Internationale par Léopold Sédar Senghor, alors Président de la République du Sénégal[4]. En 2006, dans le cadre de la célébration du centenaire de la naissance, l’Alliance Internationale (associations de résidents et d’anciens) lui a rendu un hommage avec l’inauguration d’un jardin SENGHOR à la Fondation[5].

- Estelle Binant (résidente en 1987) Philosophe.

Ce site est desservi par les stations de métro Porte d'Orléans et Cité universitaire.